# 張倫 (天順丁丑進士)
張倫（1431年—？年），字秉彛，直隸省大名府大名縣人，明朝政治人物。

## 生平
天順元年（1457年）丁丑科進士。歷官户部郎中。成化二年（1466年）陞山西太原府知府。辛丑任湖廣襄陽府知府。

## 家族
曾祖張瀚，祖張原政，父張如宗，母殷氏（贈安人）；繼母馮氏（贈安人）。